# Trail Glacier
Trail Glacier är en glaciär i Antarktis. Den ligger i Östantarktis. Australien gör anspråk på området. Trail Glacier ligger 2 750 meter över havet.
Terrängen runt Trail Glacier är huvudsakligen platt, men västerut är den kuperad. Trail Glacier ligger uppe på en höjd. Trakten är obefolkad. Det finns inga samhällen i närheten. 